# Oddział Partyzancki BCh Ziemi Szanieckiej

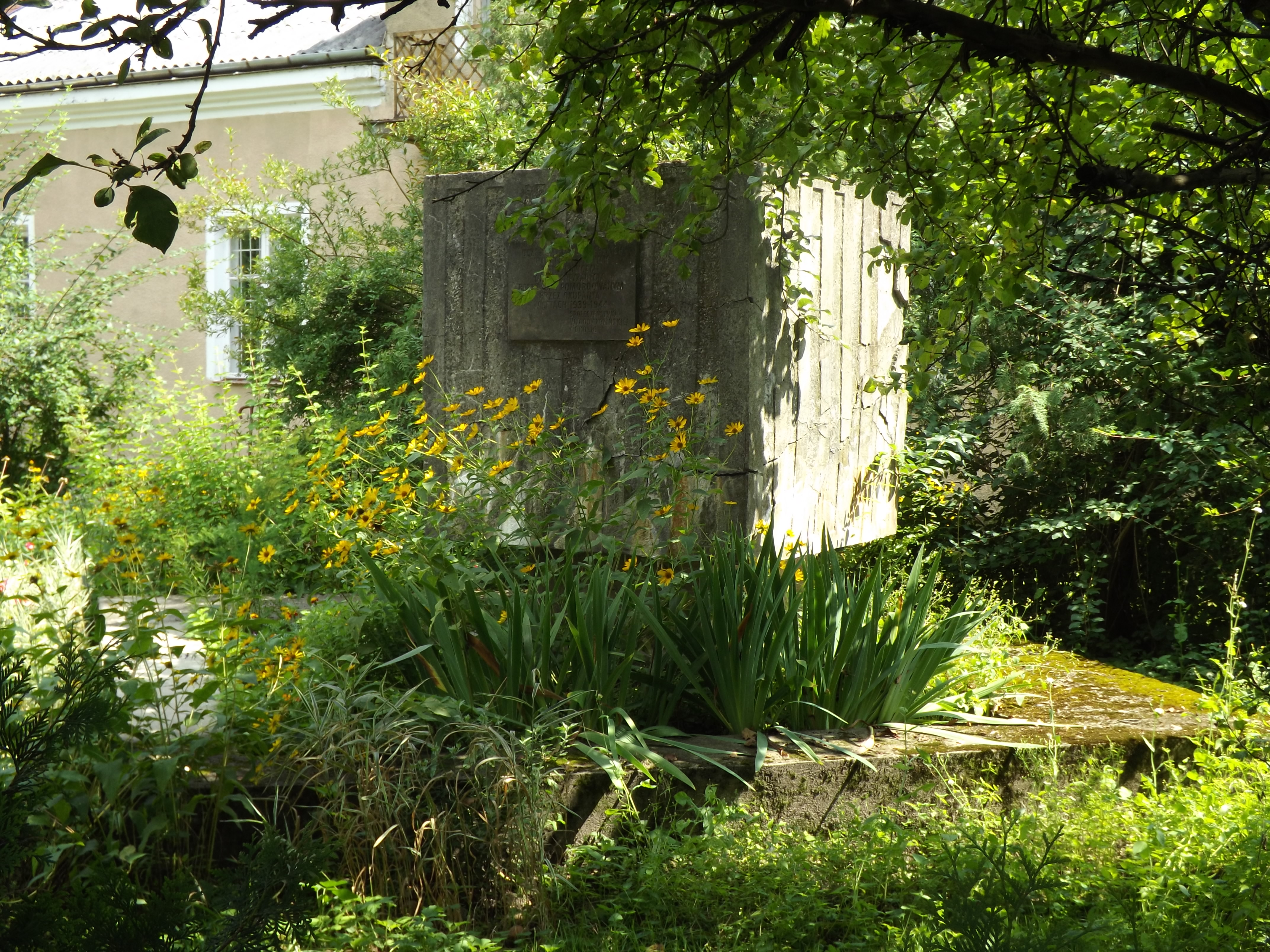
Pomnik w Wygodzie Kozińskiej upamiętniający m.in. poległych partyzantów z oddziału partyzanckiego BCh ziemi szanieckiej

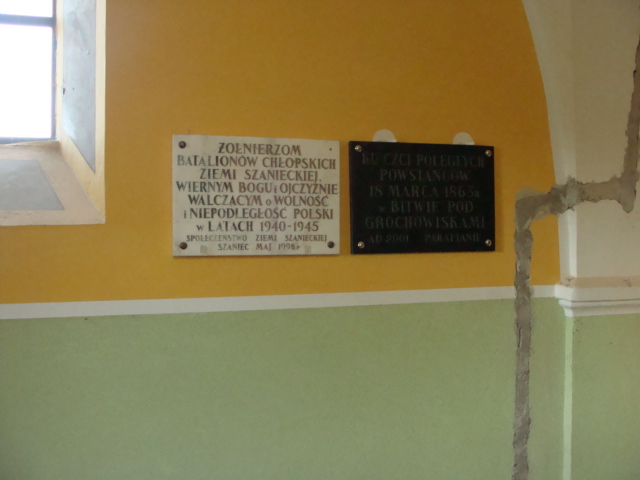
Tablica pamiątkowa umieszczona na ścianie kościoła w Szańcu poświęcona oddziałowi BCh

Oddział Partyzancki BCh Ziemi Szanieckiej – oddział partyzancki Batalionów Chłopskich z okręgu kieleckiego z obwodu stopnickiego dowodzony przez Henryka Grabalę.

## Historia oddziału
Oddział BCh ziemi szanieckiej powstał na terenie gminy Szaniec zgodnie z rozkazem dowództwa Batalionów Chłopskich, że w każdej wsi ma powstać oddział w sile drużyny lub plutonu, a na terenie gminy w sile kompanii. Działał w powiatach pińczowskim i stopnickim. Był uzbrojony w broń pozostałą po kampanii wrześniowej 1939 r. oraz w broń zdobyczną. Pierwszą bronią w oddziale były 2 karabinki kawaleryjskie, które otrzymał Henryk Grabala od swojego ojca.
Trzon oddziału stanowiło około 40 żołnierzy i podoficerów mieszkających na terenie gminy Szaniec, którzy zdobyli doświadczenie bojowe w czasie kampanii wrześniowej. Wśród nich byli dowódca oddziału Henryk Grabala i dowódca plutonu Szczepan Koruba. Pozostałymi członkami oddziału byli mieszkańcy gminy po przeszkoleniu wojskowym.
Działalność bojową oddział zakończył jesienią 1944 r., wcześniej uczestniczył w rozbiciu więzienia w Pińczowie oraz w bitwie pod Skorzowem, którą stoczył, walcząc wspólnie z oddziałem Armii Krajowej przeciw kolumnie niemieckiej.
Oddział uczestniczył także w przygotowaniach do ataku na Busko-Zdrój w celu wyzwolenia miasta. Wspólna akcja planowana była przez oddziały Armii Krajowej, Batalionów Chłopskich i armii radzieckiej. Koncentracja oddziałów partyzanckich miała miejsce w okolicach wsi Janina, a rozmowy z oficerami radzieckimi prowadził mjr Wacław Ćmakowski. Akcja miała być przeprowadzona w ramach operacji „Burza”.
Wysłany przez dowództwo patrol w celu rozpoznania terenu dowodzony przez Szczepana Korubę, po rozpoznaniu zorganizował zasadzkę na szosie z Buska do Chmielnika w okolicach wsi Skorzów. W czasie walki zginęło kilku Niemców w tym oficer. Ponieważ Niemcy w nocy z 5 na 6 sierpnia 1944 wycofali się z Buska, partyzanci i żołnierze Armii Czerwonej opanowali miasto bez walki.
Wszelką działalność bojową Oddział Partyzancki BCh Ziemi Szanieckiej zakończył jesienią 1944. Zbliżający się front wschodni spowodował nasycenie wojskiem niemieckim powiatu stopnickiego i gminy Szaniec co uniemożliwiało działalność partyzancką. Szaniec stał się miejscem postoju sztabu XLVIII Korpusu Pancernego, a w okolicznych wsiach zakwaterował m.in. 68 Dywizjon Grenadierów Ludowych Pospolite Ruszenie.

## Upamiętnienie
Działalność bojowa oddziału została upamiętniona pomnikiem w Wygodzie Kozińskiej, a partyzanci tablicą marmurową umieszczoną na ścianie kościoła w Szańcu, na której wyryto napis:

ŻOŁNIERZOM BATALIONÓW CHŁOPSKICH ZIEMI SZANIECKIEJ WIERNYM BOGU I OJCZYŹNIE WALCZĄCYM O WOLNOŚĆ I NIEPODLEGŁOŚĆ POLSKI W LATACH 1940-1945 SPOŁECZEŃSTWO ZIEMI SZANIECKIEJ. SZANIEC MAJ 1998 R.

Pomnik w Wygodzie Kozińskiej, na którym umieszczono napis:

Uczestnikom bohaterskich walk partyzanckich z hitlerowcami oraz partyzantom bestialsko pomordowanym przez okupanta w latach 1939-1944. Społeczeństwo Wygody Kozińskiej i okolic.

 dotyczył także poległych partyzantów z oddziału partyzanckiego BCh ziemi szanieckiej, którymi byli: Szczepan Koruba, Bolesław Górka, Roman Janik, Mieczysław Kozioł i Stefan Wiśniewski oraz zamordowany przez gestapo w Busku Stanisław Stępień z Szańca, zajmujący się m.in. kolportażem prasy podziemnej.